# Karboksilne kiseline
Karboksilne kiseline su organske kiseline opće formule R-COOH,
pri čemu je R- Alkil, a -COOH karboksilna skupina  karakteristična za sve karboksilne kiseline.
Karboksilne kiseline mogu biti mono-, di- i poli-karboksilne kiseline ovisno o broju -COOH skupina a dijele se na zasićene, nezasićene i aromatske. No karboksilne kiseline su općenito slabe kiseline iako imaju oštar i neugodan miris.

## Imenovanje karboksilnih kiselina
Karboksilne kiseline se imenuju tako da se ispred nastavka -ska kiselina doda ime alkana ovisno o broju ugljikovih atoma. Tako će na primjer kiselina s tri C atoma po alkanu propanu biti imenovana propanska kiselina iako je njeno puno češće korišteno ime propionska ili mliječna kiselina (jer je nalazimo u mlijeku).

## Najpoznatije karboksilne kiseline
Karboksilnih kiselina ima mnogo. Najjednostavniji niz karboksilnih kiselina gradi se prema homolognom nizu alkana. Kao primjer, prve četiri (po broju atoma ugljika) su:
- 1C - metanska kiselina (mravlja kiselina) sažeta strukturna formula (ssf): HCOOH, nalazimo ju u žalcu pčele i kod mrava.
- 2C - etanska kiselina (octena kiselina) ssf: CH3COOH, nalazimo ju u octu.
- 3C - propanska kiselina (propionska ili mliječna kiselina) ssf: CH3CH2COOH, nalazimo ju u mlijeku.
- 4C - butanska kiselina (maslačna kiselina) ssf: CH3CH2CH2COOH, nalazimo ju u užeglom maslacu ili ljudskom znoju.

Isto vrijedi i za izomere. Npr. iz izobutana se gradi odgovarajuća izobutanska kiselina
```
CH3-CH-CH3      CH3-CH-CH3           
     |      ->      |                       
    CH3             COOH
izobutan     izobutanska kiselina

```

Pri tome treba imati u vidu da je struktura karboksilne skupine -COOH u stvari:
```
-C=O
 |
 OH

```

Ako su karboksilne kiseline alifatske, ravnolančaste i s jednom karboksilnom skupinom, to su takozvane masne kiseline. To su organske, karboksilne kiseline koje imaju veći broj ugljikovih atoma od običnih karboksilnih kiselina. Takve su kiseline masnog opipa i krutog agregatnog stanja.